# 국제급 러시아 체육 명인
국제급 러시아 체육 명인(러시아어: Мастер спорта России международного класса)은 러시아의 체육 분야에 대한 공훈을 인정받은 체육인에게 주는 칭호이다. 소련 시절에 수여된 국제급 소련 체육 명인의 후신이다. 러시아 선수권 에서 1위에서 4위를 하고, 국제 대회 및 유럽 또는 세계선수권에서 1-3위를 했을 경우 주어진다. 더 상위 칭호는 명예 러시아 체육 명장이 있다. 